# Величко Спасов
Величко Спасов Богданов Механджийски или Механджиев е български революционер, деец на Вътрешната македоно-одринска революционна организация и на Вътрешната македонска революционна организация.

## Биография
Величко Спасов Механджийски е роден на 10 април 1875 година в кумановското, както сам пише „чисто българско“ село Младо Нагоричане, тогава в Османската империя. Присъединява се към ВМОРО и след убийството на брат си Серафим в 1906 година, го наследява като селски войвода на Организацията. От 1911 година е четник при Кръстьо Лазаров.
След като Кумановско попада в Сърбия след Междусъюзническата война, в 1915 година, подгонен от сръбските власти, Спасов нелегално преминава в България. Там заедно с войводата Кръстьо Лазаров организира българска чета, която навлиза в Македония на 1 юни. Още на границата е открита от сръбски стражари и на 9 юни води целодневно сражение в местността Островица между кумановските села Габреш, Живине и Колицко, в което четата не дава жертви. След това четата е предадена в местността Орловец до село Пчиня и на 27, 28 и 29 август 1915 година води голямо сражение, в което загиват много четници. От отделението на Спасов загиват всичките 6 четници с изключение на него.
След намесата на България в Първата световна война през октомври 1915 година причаква българските части при Крива паланка и служи като куриер до Скопие. След това се присъединява към Партизанския отряд на Единадесета пехотна македонска дивизия, действащ в Македония и в Сърбия.
След края на войната остава в Македония, за да събира разузнавателни сведения, но през март 1919 година е арестуван от сръбските власти. Лежи 6 месеца в кумановския затвор, а след това е откаран в Скопие и предаден на военния съд. На 25 юли 1919 година успява да избяга от затвора и бяга в България. За наказание семеството му е арестувано и интернирано в Ниш, където прекарват 1 година. След това се установяват в Куманово, където са тормозени от властите до 1928 година, когато успяват да се прехвърлят в България.
В България Спасов се присъединява към възстановената ВМРО. През 1922 година Кръстю Лазаров възстановява четата си, към която се присъединява и Механджийски. На 2 август 1923 година с четата на Цветан Спасов води сражение със сръбската полиция при Зъбовската река, в което загива командващият сръбската част наредник. От 1925 година Спасов е командир на отделение в четата на Кръстьо Лазаров. След 1925 година влизането и обикалянето с четата става много трудно, сърбите укрепват границата и начесто поставят засади, а от 1930 година четата практически не може да преминава в Югославия. 
След частичното освобождение през 1941 година на Вардарска Македония от България по време на Втората световна война Спасов се връща в родния си край. На 15 септември 1942 година в местността Орловец, където в 1915 година Лазаров води голямо сражение, е поставен петметров кръст и е организирано поклонение. Присъстват Кръстьо Лазаров и двамата оцелели четници Траян Стойчев и Величко Спасов и 20 000 души от околията. Архимандрит Стефан отслужва панихида в памет на загиналите четници, на която присъства делегация на Кумановското благотворително братство, кметът на Кюстендил Георги Ефремов, конен взвод и работници от Скопие. Областният директор Димитър Раев обявява, че цар Борис III е наградил войводата с орден „Свети Александър“ V степен, а живите му другари с орден „Свети Александър“ VI степен, както и с парични награди.
На 24 април 1943 година, като жител на село Тромегя, подава молба за българска народна пенсия, която е одобрена и отпусната от Министерския съвет на Царство България.
Спасов умира след войната в Югославия.